# Ios (město)
Ios nebo také Chora (řecky Ίος nebo Χώρα) je město na západním pobřeží řeckého ostrova Ios, jehož je největším sídlem jakožto i centrem stejnojmenné obce. Náleží k regionální jednotce Théra.

## Obyvatelstvo
Podle sčítání lidu v roce 2011 zde žilo 1754 obyvatel.

## Využití
K městu náleží přístav Gialos, který je centrem obchodu na ostrově. Centrum města je nepřístupné pro automobily kvůli svým úzkým uličkám a velké hojnosti schodů. nachází se v něm taverny, bar, diskotéky i hotely. Nedaleko města leží pahorek Skarkos, kde jsou archeologické vykopávky.

## Galerie

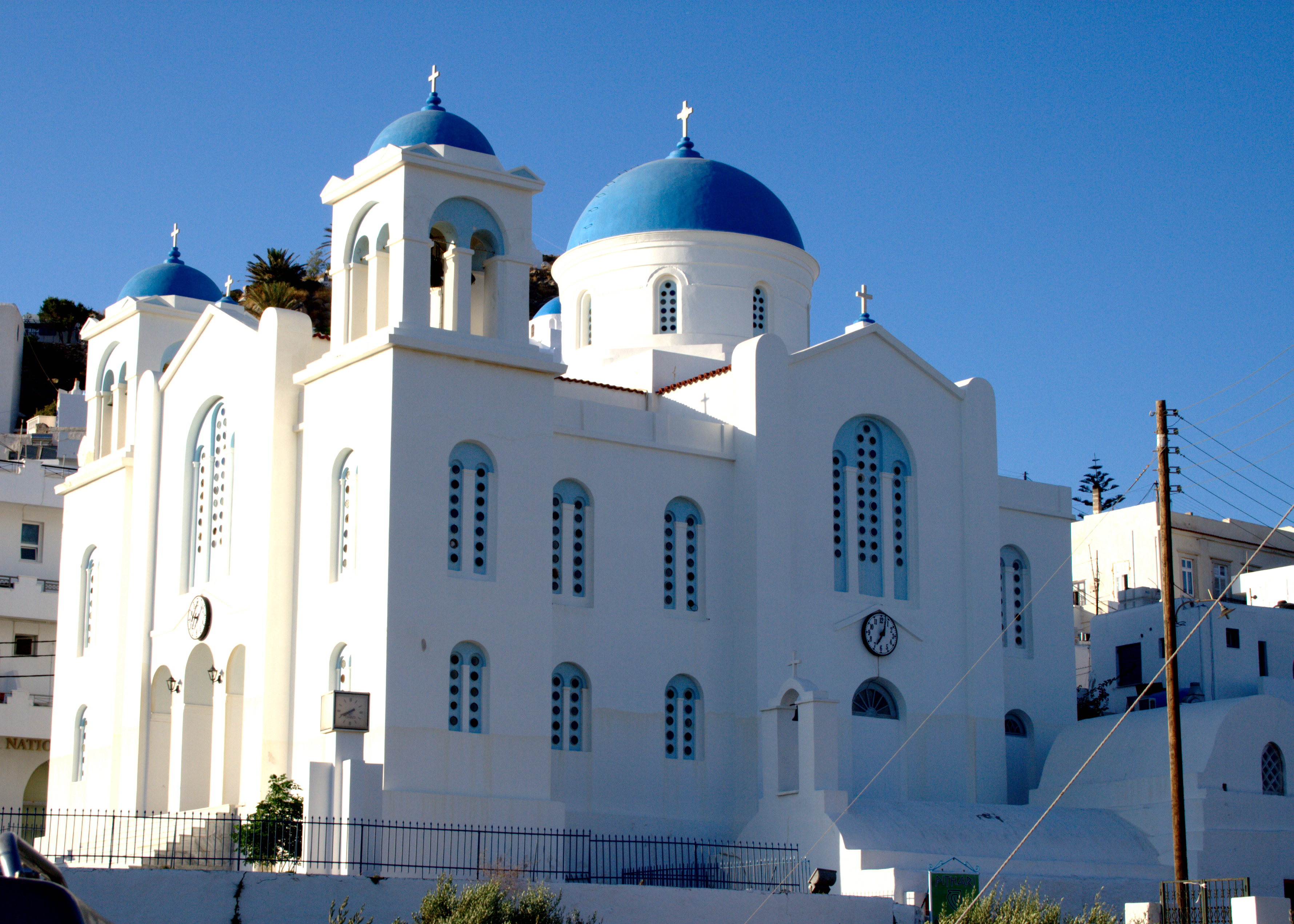
Kostel ve městě Chora
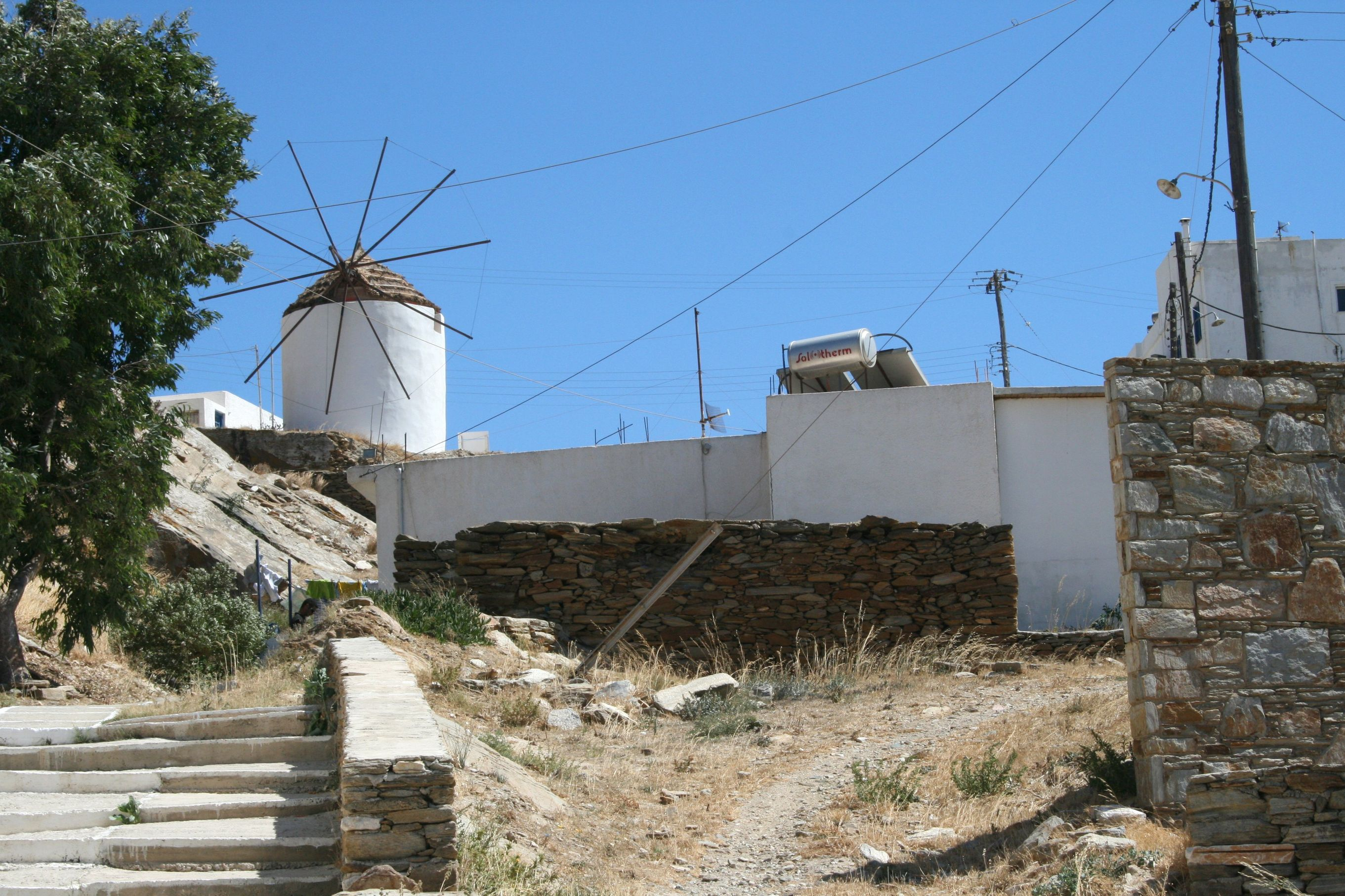
Větrný mlýn